# Tour d'Oman 2010
El Tour d'Oman 2010, primera edició del Tour d'Oman, es disputà entre el 14 al 19 de febrer de 2010. Organitzada per l'ASO, forma part l'UCI Asia Tour, amb una categoria 2.1.
El suís Fabian Cancellara (Team Saxo Bank) fou el vencedor final de la cursa per davant Edvald Boasson Hagen i Cameron Meyer.

## Equips
Setze equips, integrats per 8 ciclistes cadascun, componen el gran grup d'aquesta prova:
- 10 equips ProTour: Ag2r-La Mondiale, Garmin-Transitions, Liquigas-Doimo, Omega Pharma-Lotto, Quick Step, Team HTC-Columbia, Team Katusha, Team Milram, Team Saxo Bank, Team Sky
- 5 equips continentals professionals: BMC Racing Team, Cervélo TestTeam, Saur-Sojasun, Topsport Vlaanderen-Mercator, Vacansoleil
- 1 equip sots 23: Trek-Livestrong

## Etapes
| Etapa    | Data         | Recorregut                       | Km         | Vencedor d'etapa     | ´Líder de la general |
| -------- | ------------ | -------------------------------- | ---------- | -------------------- | -------------------- |
| 1a etapa | 14 de febrer | Al Jissah – Masqat               | 61,0       | Jimmy Casper         | Jimmy Casper         |
| 2a etapa | 15 de febrer | Nizwa – Sama'il                  | 148,5      | Daniele Bennati      | Edvald Boasson Hagen |
| 3a etapa | 16 de febrer | Saifat Ash Shiekh – Qurayyat     | 124        | Edvald Boasson Hagen | Edvald Boasson Hagen |
| 4a etapa | 17 de febrer | Ibri – Nakhal                    | 187        | Leigh Howard         | Daniele Bennati      |
| 5a etapa | 18 de febrer | Wattayat – Sultan Qaboos Stadium | 148        | Tom Boonen           | Daniele Bennati      |
| 6a etapa | 19 de febrer | Al Jissah – Masqat               | 18,6 (CRI) | Edvald Boasson Hagen | Fabian Cancellara    |

## Classificació general
|    | Cyclist              | Team               | Time        |
| -- | -------------------- | ------------------ | ----------- |
| 1  | Fabian Cancellara    | Team Saxo Bank     | 16h 02' 52" |
| 2  | Edvald Boasson Hagen | Team Sky           | + 28"       |
| 3  | Cameron Meyer        | Garmin-Transitions | + 28"       |
| 4  | Marco Pinotti        | Team HTC-Columbia  | + 31"       |
| 5  | Daniele Bennati      | Liquigas-Doimo     | + 47"       |
| 6  | Niki Terpstra        | Team Milram        | + 54"       |
| 7  | Marcus Burghardt     | BMC Racing Team    | + 1' 02"    |
| 8  | Martin Velits        | Team HTC-Columbia  | + 1' 07"    |
| 9  | Jurgen van de Walle  | Quick Step         | + 1' 12"    |
| 10 | Daniel Oss           | Liquigas-Doimo     | + 1' 13"    |

## Evolució de les classificacions
| Etapa Vencedor                | Classificació general | Classificació per punts | Classificació dels joves | Classificació per equips     |
| ----------------------------- | --------------------- | ----------------------- | ------------------------ | ---------------------------- |
| 1a etapa Jimmy Casper         | Jimmy Casper          | Jimmy Casper            | Edvald Boasson Hagen     | Topsport Vlaanderen-Mercator |
| 2a etapa Daniele Bennati      | Edvald Boasson Hagen  | Edvald Boasson Hagen    | Edvald Boasson Hagen     | Team Saxo Bank               |
| 3a etapa Edvald Boasson Hagen | Edvald Boasson Hagen  | Edvald Boasson Hagen    | Edvald Boasson Hagen     | Garmin-Transitions           |
| 4a etapa Leigh Howard         | Daniele Bennati       | Tyler Farrar            | Gatis Smukulis           | Garmin-Transitions           |
| 5a etapa Tom Boonen           | Daniele Bennati       | Tyler Farrar            | Gatis Smukulis           | Team Saxo Bank               |
| 6a etapa Edvald Boasson Hagen | Fabian Cancellara     | Edvald Boasson Hagen    | Edvald Boasson Hagen     | Team HTC-Columbia            |
| Classificació final           | Fabian Cancellara     | Edvald Boasson Hagen    | Edvald Boasson Hagen     | Team HTC-Columbia            |